# Eustephieae
Eustephieae, biljni tribus iz porodice zvanikovki. Sastoji se od četiri roda lukovičastih trajnica sa zapada Južne Amerike
Tribus je dobio ime po rodu Eustephia.

## Rodovi
1. Eustephia Cav.
2. Chlidanthus Herb.
3. Hieronymiella Pax